# Ай-ай (рід)
Ай-ай (Daubentonia) — єдиний рід Daubentoniidae, родини лемуроїдних приматів, які поширені на більшій частині Мадагаскару. Ай-ай (Daubentonia madagascariensis) є єдиним представником, що зберігся. Однак другий вид, відомий як ай-ай гігантський (Daubentonia robusta), існував донедавна, вимерши протягом останніх 1000 років.